# Psi (komunikator internetowy)
Psi – klient Jabbera udostępniony na licencji GPL.
Psi jest oparte na bibliotece Qt i jest dostępny oficjalnie na platformy takie jak Linux, OS X i Microsoft Windows. Istnieją również wersje na systemy FreeBSD, OpenBSD, Sun Solaris i inne systemy uniksowe.

## Możliwości
- obsługa kilku kont jednocześnie
- wbudowana przeglądarka usług Jabbera
- szyfrowanie rozmów przy pomocy kluczy OpenPGP oraz połączeń przy użyciu kluczy OpenSSL (SSL/TLS)
- przesyłanie plików
- konsola XML

Istnieją niezależne odmiany Psi, bazujące zwykle na wersjach rozwojowych, które zawierają dodatkowe możliwości, np. przypisywanie kontaktom różnych ikon, tzw. awatarów czy autoresponder po stronie klienta.
Do wersji 0.10 włącznie, oficjalne wersje Psi nie pozwalały na wyświetlanie w liście kontaktów opisów statusów kontaktów, co było postrzegane za jeden z głównych minusów aplikacji, zwłaszcza dla użytkowników innych komunikatorów. Znakomita większość prywatnych wydań Psi miała mniej lub bardziej rozbudowane możliwości wyświetlania takich opisów, jednak stosowane rozwiązania były ze sobą niekompatybilne. Począwszy od wersji 0.11, również wersja oficjalna pozwala na wyświetlanie opisów statusów.

## Rozwój
Przedostatnia wersja oficjalna Psi, 0.10, wydana rok i dwa dni po wersji 0.9.3, jest ostatnią wersją bazującą na bibliotece Qt w wersji 3. Następna wersja Psi, 0.11, pierwotnie była planowana jako zwykłe przepisanie Psi 0.10 na Qt4. Stosunkowo szybko opublikowano dwie wersje testowe Psi 0.11, beta1 i beta2, które nie były jednak przeznaczone dla zwykłych użytkowników.
Ze względu na problemy związane z biblioteką Qt 4.0 i Qt 4.1, trwały prace nad rozwojem funkcjonalności Psi 0.11. Dodano między innymi obsługę MUC, Ad-Hoc Commands, STARTTLS oraz interfejs do Privacy Lists. Opublikowana w październiku 2006 finalna wersja Qt 4.2 wydawała się rozwiązywać przynajmniej część problemów Psi i pozwoliła na wydanie kolejnych wersji testowych (beta3 oraz beta4), a następnie trzech wersji Release Candidate. Finalna wersja 0.11 została wydana 15 października 2007. W międzyczasie wydane zostały kolejne wersje biblioteki Qt, m.in. 4.3, ale powodowały one problemy na różnych systemach operacyjnych. Wersja 0.11 Psi nie obsługuje biblioteki Qt w wersji 4.4 ze względu na różnice w logice działania tej biblioteki. Psi 0.12 będzie obsługiwać zarówno Qt 4.3, jak i 4.4.

## Rozmowy głosowe
W związku z opublikowaniem otwartej biblioteki libjingle powstała eksperymentalna gałąź Psi-Jingle, która pozwalała na rozmowy głosowe (tzw. VoIP) w jabberowym standardzie Jingle. Z czasem została ona jednak porzucona, gdyż libjingle była niekompatybilna z opublikowanym standardem.
Ostatecznie Psi od wersji 0.13 wykorzystuje framework GStreamer do implementacji rozmów głosowych, rozmowy video nie są na razie dostępne.
Niezależnie rozwijany jest komunikator Jabbin, który jest odmianą Psi również posiadającą obsługą Jingle.